# Chiesa della Madonna dei Cignali (Fassinoro)
Santa Maria dei Cignali nel territorio dell’Abbazia di San Salvatore Maggiore, presso il castrum di Porcigliano, oggi Fassinoro,  era la chiesa di Santa Maria di Licingianum, antico toponimo corrotto in Licignano e Ricimano, per cui la chiesa, nei secoli seguenti, per ulteriore distorsione, venne indicata come Madonna de Li' Cingnani quindi Madonna de 'i Cingnani poi Madonna dei Cignani fino al più recente Madonna dei Cignali corrotto ancora, in epoca moderna, in Madonna dei Cinghiali.

## La Storia
La chiesa della Madonna dei Cignali, nei pressi di Fassinoro, è ricordata per la prima volta in una pergamena del 1253 dell’Archivio Capitolare di Rieti come Santa Maria di Ricimano. 

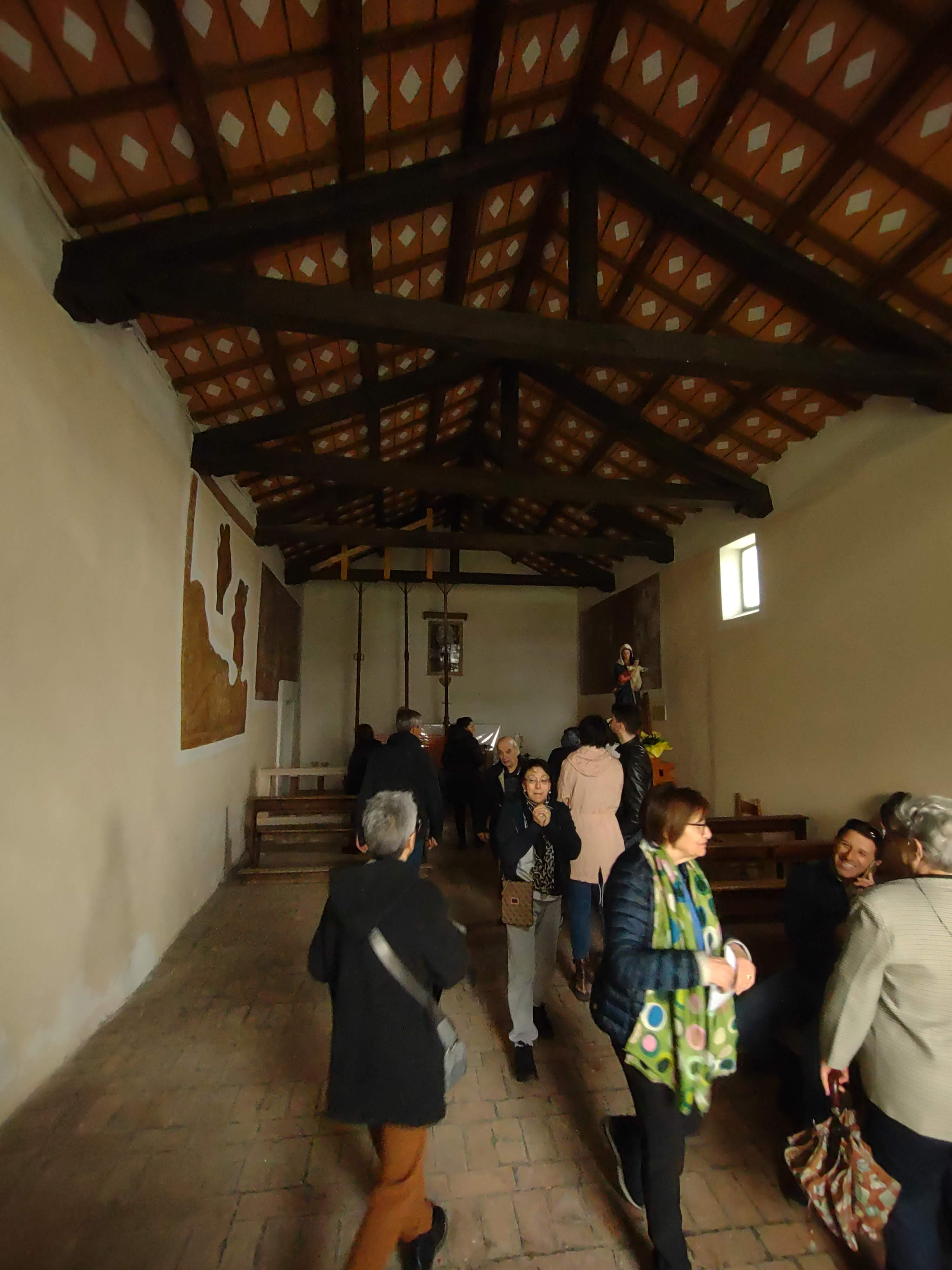
Interno della chiesa della Madonna dei Cignali (2024).

È probabilmente quanto rimane dell'abitato, sorto proprio intorno alla chiesa, che nelle fonti documentali compare sotto il nome di Villa Cignani o Villa Cingnani corruzione del toponimo latino Licingianum (it. Licingiano o Liciniano). L'abitato di Villa Cignani, ancora ricordato in un documento del 1452, si spopolò a favore del vicino castello di Porcignano a seguito degli eventi bellici del XV secolo che interessarono i territori dell'abbazia di San Salvatore Maggiore.
Nel corso del XV e del XVI secolo numerosi furono i lasciti che gli abitanti di Porcigliano destinarono alla chiesa della Madonna dei Cignali.
La chiesa venne restaurata nel 1662 dagli abitanti di Porcigliano insieme a quelli di Roccaranieri che acquisirono, da allora, il diritto, tuttora conservato, di recarsi in pellegrinaggio, in processione, alla Madonna dei Cignali il giorno del lunedì di Pasqua ed avere la precedenza sulla comunità di Porcigliano, come riporta, nella visita pastorale del 9 novembre 1681, Giovan Francesco dè Laurentis, incaricato dal Rev.mo Cardinale, abate commendatario di San Salvatore Maggiore, Carlo Barberini.
A motivo di questa diffusa devozione il luogo è anche conosciuto come Santuario della Madonna dei Cignali.
Tra il 1662 e il 1673 alla chiesa venne aggiunto, sul fianco sinistro (quello che affaccia sulla valle del Turano), un fabbricato composto di due piani (tre stanze ad uso stalla nel piano inferiore e tre stanze - cucina, dormitorio e sagrestia - al piano superiore). Lo scopo dell'aggiunta era quello di far diventare la chiesa un eremo cui un eremita potesse badare senza più dipendere dal parroco di Porcigliano.
Un eremita fu presente nel santuario fino al 1860.

## Il culto della Madonna dei Cignali
Non si hanno fonti documentali circa l'origine del culto della Madonna dei Cignali.
La tradizione orale raccolta da don Lino Rogai, parroco di Roccaranieri per buon parte del XX secolo, lega il culto ad un'apparizione mariana. La chiesa sorgerebbe ove sorgeva un tempo una quercia sui cui rami si posò una volta una colomba la quale, catturata da alcuni cacciatori, venne portata dall'altra parte della valle del Turano, a Belmonte. La colomba fuggì da Belmonte ma al suo posto, non distante dalla quercia ove era stata catturata, su una roccia, si posò una soave fanciulla. Una pastorella, che era a guardia di un gregge di pecore nel terreno sottostante, rimase incantata ad osservare la soave fanciulla e la udì dire: «Non temere solo Maria la madre di Gesù. Guarda quel colle che voi chiamate "il Colle dei Cignali". Dirai agli abitanti di Roccaranieri e Porcigliano di costruirvi una chiesa dedicata al mio nome». Detto ciò la fanciulla scomparve. Gli abitanti di quei luoghi raccolsero allora il desiderio della Madonna e costruirono un chiesa a lei dedicata sul colle dei Cignali.
Da quel momento la chiesa della Madonna dei Cignali divenne meta di pellegrinaggio per gli abitanti di Porcigliano (Fassinoro), Roccaranieri e San Silvestro che vi si recavano in date diverse: gli abitanti di Porcigliano raggiungevano la chiesa in processione il giorno di San Marco e il primo giorno delle Rogazioni e quelli di San Silvestro solo il giorno di San Marco mentre gli abitanti di Roccaranieri vi recavano in processione il giorno del lunedì dell'Angelo.